# 和田 (横浜市)
和田（わだ）は、神奈川県横浜市保土ケ谷区の町名。現行行政地名は和田一丁目及び和田二丁目。住居表示実施済み区域。

## 地理
横浜市保土ケ谷区中部に位置し、東に峰岡町、南東に川辺町、南に星川、南西に仏向町、西に釜台町、北に常盤台と接している。
町内で横浜新道の保土ヶ谷陸橋と国道16号（八王子街道）が交差しており、国道沿いには横浜銀行和田町支店やスーパーなどの商店が立ち並んでいる。町の南には東西に帷子川が流れている。一丁目は国道16号と帷子川の間および帷子川の南側の一部、二丁目は国道の北側になる。帷子川の南側の仏向町には旧町名を冠した相鉄本線和田町駅がある。駅名の読みは「わだまち」であるが、1976年以前の町名は「わだちょう」であった。駅と国道の間は和田町商店街があり、横浜国立大学の通学路としてもにぎわう。二丁目には八王子街道の旧道が残り、西端の和田町交差点では国道から北に向かい第三京浜方面への道路が伸びる。。

### 面積
面積は以下の通りである。
| 丁目       | 面積（km²） |
| ---------- | ----------- |
| 和田一丁目 | 0.118       |
| 和田二丁目 | 0.154       |
| 計         | 0.272       |

## 歴史

### 町名の由来
和田町の町名は、平安時代末期から鎌倉時代の武将、和田義盛が由来となった和田稲荷神社に由来。

### 沿革
かつての橘樹郡和田村で、1889年（明治22年）4月1日に下星川村と合併し宮川村となった。その後宮川村は1909年（明治42年）4月1日保土ケ谷町に編入。同日宮川村廃止。保土ヶ谷町は1927年（昭和2年）4月1日に横浜市に編入され、同年10月1日に区制施行により保土ケ谷区に編入された。これにより旧村域は保土ケ谷区の一部となった。
編入当時の町名は和田町であったが、1976年（昭和51年）11月29日、住居表示の実施に伴い、和田町・峰岡町・川辺町・釜台町・星川町・仏向町の各一部から国道16号を挟んで南側を和田一丁目、北側を『和田二丁目』として新設した。

## 世帯数と人口
2025年（令和7年）4月30日現在（横浜市発表）の世帯数と人口は以下の通りである。
| 丁目       | 世帯数    | 人口    |
| ---------- | --------- | ------- |
| 和田一丁目 | 1,316世帯 | 2,063人 |
| 和田二丁目 | 1,139世帯 | 1,950人 |
| 計         | 2,455世帯 | 4,013人 |

### 人口の変遷
国勢調査による人口の推移。
| 年                 | 人口  |
| ------------------ | ----- |
| 1995年（平成7年）  | 4,285 |
| 2000年（平成12年） | 4,234 |
| 2005年（平成17年） | 4,250 |
| 2010年（平成22年） | 4,272 |
| 2015年（平成27年） | 4,323 |
| 2020年（令和2年）  | 4,396 |

### 世帯数の変遷
国勢調査による世帯数の推移。
| 年                 | 世帯数 |
| ------------------ | ------ |
| 1995年（平成7年）  | 2,038  |
| 2000年（平成12年） | 2,067  |
| 2005年（平成17年） | 2,186  |
| 2010年（平成22年） | 2,312  |
| 2015年（平成27年） | 2,471  |
| 2020年（令和2年）  | 2,660  |

## 学区
市立小・中学校に通う場合、学区は以下の通りとなる（2024年11月時点）。
| 丁目       | 番地                                      | 小学校               | 中学校                 |
| ---------- | ----------------------------------------- | -------------------- | ---------------------- |
| 和田一丁目 | 1番1〜2号 1番4号 1番6〜20号 1番24号〜21番 | 横浜市立星川小学校   | 横浜市立保土ケ谷中学校 |
| 和田一丁目 | 1番3号 1番5号 1番21〜23号                 | 横浜市立峯小学校     | 横浜市立宮田中学校     |
| 和田二丁目 | 1〜2番                                    | 横浜市立峯小学校     | 横浜市立宮田中学校     |
| 和田二丁目 | 3〜23番                                   | 横浜市立常盤台小学校 | 横浜市立保土ケ谷中学校 |

## 事業所
2021年（令和3年）現在の経済センサス調査による事業所数と従業員数は以下の通りである。
| 丁目       | 事業所数  | 従業員数 |
| ---------- | --------- | -------- |
| 和田一丁目 | 156事業所 | 1,348人  |
| 和田二丁目 | 70事業所  | 545人    |
| 計         | 226事業所 | 1,893人  |

### 事業者数の変遷
経済センサスによる事業所数の推移。
| 年                 | 事業者数 |
| ------------------ | -------- |
| 2016年（平成28年） | 233      |
| 2021年（令和3年）  | 226      |

### 従業員数の変遷
経済センサスによる従業員数の推移。
| 年                 | 従業員数 |
| ------------------ | -------- |
| 2016年（平成28年） | 1,829    |
| 2021年（令和3年）  | 1,893    |

## 交通

### 道路
- 国道16号

## 施設
- 保土ケ谷警察署 和田町交番
- 横浜和田郵便局
- 横浜銀行 和田町支店
- 湘南信用金庫 保土ケ谷支店
- イオン 横浜和田町店
- まいばすけっと 和田町駅前店
- 真福寺

## その他

### 日本郵便
- 郵便番号 : 240-0065[3]（集配局：保土ヶ谷郵便局[19]）

### 警察
町内の警察の管轄区域は以下の通りである。
| 丁目       | 番・番地等 | 警察署         | 交番・駐在所 |
| ---------- | ---------- | -------------- | ------------ |
| 和田一丁目 | 全域       | 保土ケ谷警察署 | 和田町交番   |
| 和田二丁目 | 全域       | 保土ケ谷警察署 | 和田町交番   |